# Hulst

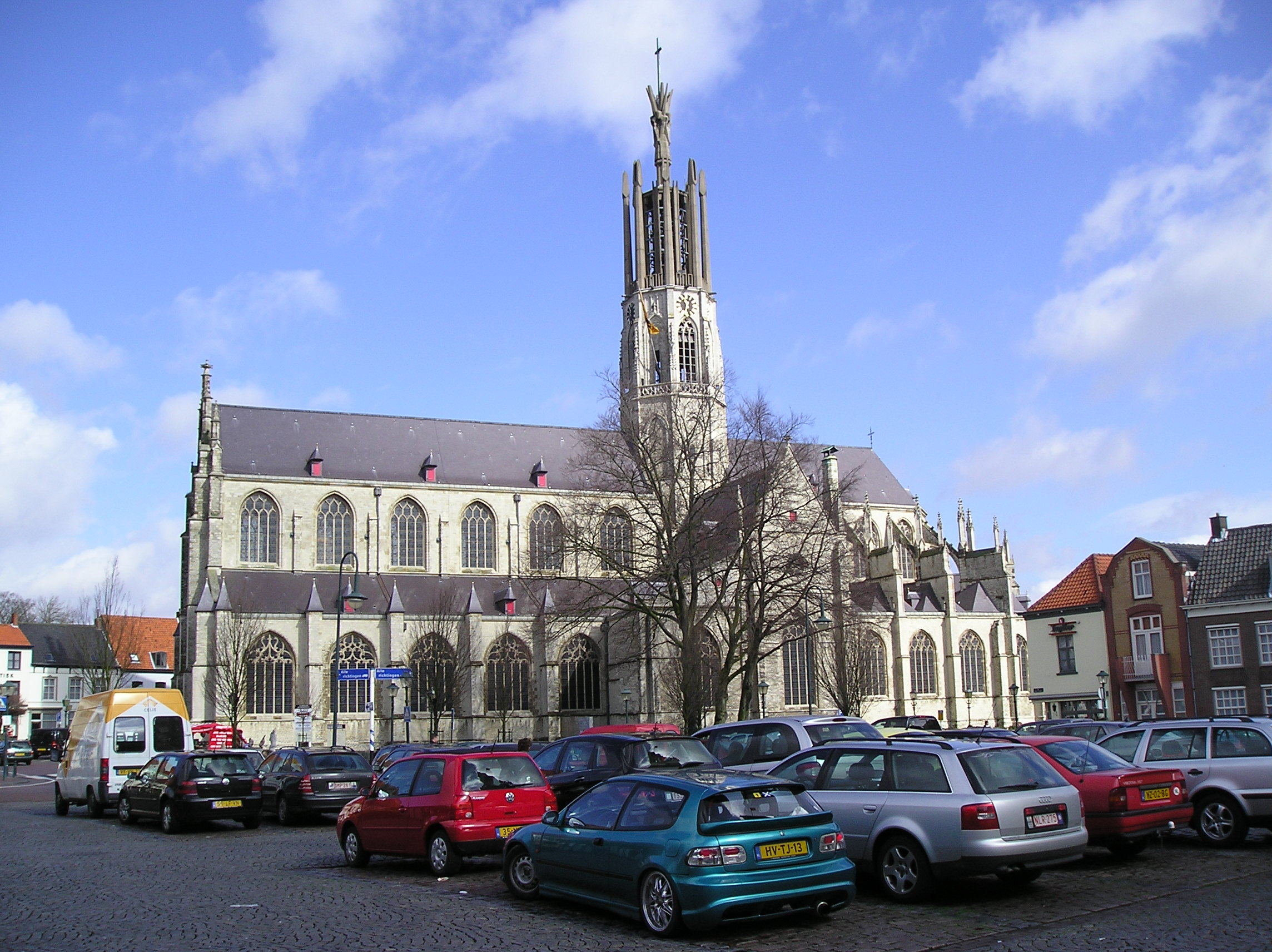
Basilikan i Hulst.

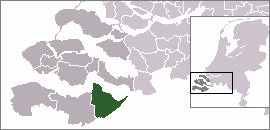
Lägeskarta

Hulst är en kommun i provinsen Zeeland i Nederländerna. Kommunens totala area är 251,01 km² (där 49,53 km² är vatten) och invånarantalet är på 27 723 invånare (1 januari 2011).

## Fotnoter
1. ↑  ”Arkiverade kopian”. Arkiverad från originalet den 22 februari 2014. https://web.archive.org/web/20140222005235/http://www.gemeentehulst.nl/De_Gemeente/Onze_gemeente/Inwonersaantal. Läst 22 februari 2011.]